# Alianza Popular Democrática
La Alianza Nacional Democrática o Alianza Popular Democrática (en serbio: Демократски народни савез/Demokratski narodni savez o DNS) es un partido político de centroderecha en la República Srpska y Bosnia y Herzegovina. Es considerado nacionalconservadurista y nacionalista serbio. El jefe del DNS es Nenad Nešić.

## Resultados electorales

### Asamblea Parlamentaria de Bosnia y Herzegovina
| Año  | Voto popular | %    | HoR  | +/-         | HoP  | +/-         | Gobierno            |
| ---- | ------------ | ---- | ---- | ----------- | ---- | ----------- | ------------------- |
| 2000 | 20,427       | 1.37 | 0/42 | Nuevo       | 1/15 | Nuevo       | Oposición           |
| 2002 | 17,432       | 1.42 | 0/42 | Sin cambios | 0/15 | 1           | Extra-parlamentario |
| 2006 | 20,100       | 1.42 | 1/42 | 1           | 0/15 | Sin cambios | Soporte             |
| 2010 | 29,658       | 1.81 | 1/42 | Sin cambios | 1/15 | 1           | Apoyo               |
| 2014 | 37,052       | 2.27 | 1/42 | Sin cambios | 1/15 | Sin cambios | Oposición           |
| 2018 | 69,289       | 4.18 | 1/42 | Sin cambios | 0/15 | 1           | Coalición           |
| 2022 | 21,832       | 1.37 | 0/42 | 1           | 0/15 | Sin cambios | Coalición           |

### Asamblea Nacional de la República Srpska
| Año  | Voto popular | % de voto popular | # de escaños | Gobierno  |
| ---- | ------------ | ----------------- | ------------ | --------- |
| 2000 | 22,083       | 3.5%              | 3/83         | Oposición |
| 2002 | 20,375       | 4%                | 3/83         | Oposición |
| 2006 | 22,780       | 4.4%              | 4/83         | Coalición |
| 2010 | 38,547       | 6.9%              | 6/83         |           |
| 2014 | 61,016       | 9.22%             | 5/83         |           |
| 2018 | 98,851       | 14.44%            | 12/83        | Coalición |
| 2018 | 98,851       | 14.44%            | 12/83        | Oposición |
| 2022 | 28,502       | 4.46 %            | 4/83         | Apoyo     |